# Exantem
Exantemul sau eritemul generalizat este un eritem care afectează suprafețe cutanate întinse sau chiar tegumentul în totalitate. Se descriu trei tipuri de eritem generalizat:
- eritemul scarlatiniform (exantem scarlatiniform), care se caracterizează prin placarde întinse, difuze, fără spații de piele sănătoasă, adesea având puncte de un roșu viu. Scarlatina și alergodermiile medicamentoase scarlatiniforme se exprimă clinic prin astfel de erupții.
- eritemul morbiliform (exantemul morbiliform) este constituit din pete punctiforme sau miliare roșii, congestive, cu diametrul sub 1 cm, uneori ușor reliefate. Leziunile pot conflua pe alocuri, însă, în general, între elementele eruptive rămân zone de piele normală. Rujeola, rubeola și unele alergodermii medicamentoase îmbracă acest aspect clinic.
- eritemul rozeolic (exantem rozeoliform) este constituit din pete roșii de mici dimensiuni (macule), slab delimitate, separate între ele prin piele sănătoasă, pe alocuri petele putând conflua. Ca exemplu avem rozeola sifilitică, erupții medicamentoase.